# 스타드 말리앵
스타드 말리앵 드 바마코(Stade Malien de Bamako)는 바마코를 연고지로 하는 말리의 프로 축구 구단이다. 1960년 창단되었으며, 현재 말리 프리미어 디비전에 참여하고 있다.

## 선수 명단

### 현역
참고: FIFA 자격 규정에 따라 소속된 국가대표팀 국기를 표시합니다. 선수는 복수의 FIFA 비회원국 국적을 가지고 있을 수 있습니다.
| 번호 | 포지션 | 국적         | 이름      |
| ---- | ------ | ------------ | --------- |
| 14   | DF     | 코트디부아르 | 야오 세요 |

| 번호 | 포지션 | 국적 | 이름            |
| ---- | ------ | ---- | --------------- |
| 17   | MF     | 이란 | 사이드 타지미리 |